# Druga Crnogorska Liga
Die Druga Crnogorska Liga (kyrillisch Друга црногорска лига) ist die zweithöchste Spielklasse im montenegrinischen Herrenfußball.

## Modus
Die Liga besteht aus 10 Teams. Der Gewinner der jeweiligen Meisterschaft qualifiziert sich direkt für die Teilnahme an der Prva Crnogorska Liga (höchste Spielklasse) in der nächsten Saison. Die Vereine auf Platz zwei und drei spielen gegen den Vorletzten bzw. Drittletzten der ersten Liga um den Einzug in die Prva Crnogorska Liga. Die beiden schlechtestplatzierten Teams steigen direkt in die je eine der drei Regionalligen ab. Die Meister der Regionalligen spielen in einem Relegationsturnier um die beiden freigewordenen Plätze in der zweithöchsten Spielklasse.

## Mannschaften 2025/26
In der Spielzeit 2025/26 sind folgende Mannschaften in der Druga Crnogorska Liga vertreten:
- FK Podgorica – (Podgorica)
- FK KOM Podgorica – (Podgorica)
- FK Internacional Podgorica – (Podgorica)
- FK Berane – (Berane)
- FK Lovćen Cetinje – (Cetinje)
- FK Iskra Danilovgrad – (Danilovgrad)
- FK Igalo 1929 – (Igalo)
- FK Rudar Pljevlja – (Pljevlja)
- FK Grbalj Radanovići – (Radanovići)
- FK Otrant-Olympic – (Ulcinj)

## Bisherige Meister
| Saison  | Meister                   |
| ------- | ------------------------- |
| 2006/07 | FK Lovćen Cetinje         |
| 2007/08 | FK Jezero Plav            |
| 2008/09 | FK Berane                 |
| 2009/10 | FK Mladost Podgorica      |
| 2010/11 | FK Bokelj Kotor           |
| 2011/12 | FK Čelik Nikšić           |
| 2012/13 | FK Dečić Tuzi             |
| 2013/14 | FK Bokelj Kotor           |
| 2014/15 | FK Iskra Danilovgrad      |
| 2015/16 | FK Jedinstvo Bijelo Polje |
| 2016/17 | FK KOM Podgorica          |
| 2017/18 | FK Mornar Bar             |
| 2018/19 | OFK Mladost Lješkopolje   |
| 2019/20 | FK Dečić Tuzi             |
| 2020/21 | FK Mornar Bar             |
| 2021/22 | FK Jedinstvo Bijelo Polje |
| 2022/23 | OFK Mladost Donja Gorica  |
| 2023/24 | FK Bokelj Kotor           |
| 2024/25 | OFK Mladost Donja Gorica  |